# Walter Kaaden
Walter Kaaden (Pobershau, 1919. szeptember 1. – 1996. március 3.) német mérnök, akinek felismerése és munkája nyomán javult a teljesítménye a kétütemű motoroknak. Felismerte és felhasználta a kipufogórendszer rezonancia (lengő) hullámainak szerepét a motor töltési hatásfokának javítása céljából. Ennek okán lehetővé vált elsőnek elérni a  200 Lóerő/literes teljesítményt 1961-ben, egy 125-ös versenymotorral. Az ilyen motorkerékpár motorok 13 Grand Prix győzelmet és további 105 dobogós helyezést értek el 1955 és 1976 között.
Pobershau-ban született, Szászországban. Apja sofőr volt és értékesítési igazgató a DKW gyárnál. Nyolcéves korában részt vett a Nürburgring-i versenypálya megnyitóján, amely nagy hatással volt rá és a tervezés, motorsport iránti rajongását ennek tulajdonítja.

## Munkássága
Iskolai tanulmányai után a DKW Zschopaui gyárában töltötte szakmai gyakorlatát, mint lakatos. Középiskolai tanulmányait a Chemnitz-i Műszaki Főiskolán végezte, esti iskolában, majd mérnöknek tanult tovább. A háború alatt részt vett a V2-es rakéta fejlesztésében. Dora-Mittelbau közelében dolgozott, amikor elfogták és internálták az amerikaiak a háború végén. Végül visszatért Zschopauba és egy fa tetőszerkezetek javítására szakosodott üzletben kezdett dolgozni, a bombázások során megrongált épületeket miatt nagy volt a kereslet. 1952-ben részt vett egy közúti versenyen házi készítésű motorkerékpárjával. Felkeltette Alfred Liebers, az akkori IFA igazgatójának figyelmét. A motorversenyzési osztályon kezdett dolgozni.
Kaaden megállapította, hogy a kipufogóban végighullámzó rezonancia hullámmal jelentős teljesítmény növekedést lehet elérni, ezért hozzálátott ennek fejlesztéséhez.
Ennek eredményeképpen Horst Fügner motorversenyző, 1958-ban második lett a világbajnokságon a 250 ccm-es kategóriában. 1959-ben Gary Hocking a 250-es, és 1961-ben Ernst Degner a 125-ös világbajnokságon második helyezést ért le. 
Kaaden egészen annak lezárásáig - 1975-ig - az MZ verseny osztályának tagja maradt, majd a terepsport osztálynál dolgozott 1985-ig. A Nemzetközi Motorkerékpáros Szövetség (FIM) tagja is volt.
Munkája elismeréseként 1958-ban A "Nép Tisztelt Mérnökei" és 1965-ben a "Hazafias Érdemrend" (VVO) díjat kapta meg. Az "Általános Német Motorsport Szövetség" (ADVM) Elnökségének Tiszteletbeli Tagja volt.